# Jan Bauer (spisovatel)
Jan Bauer (* 11. dubna 1945, Jihlava) je český novinář a spisovatel, původním vzděláním zemědělský inženýr. Věnuje se především literatuře faktu s převládajícím zaměřením na českou historii, v poslední době píše především historické romány či historické detektivky. Některé své knihy vydal pod pseudonymy Felix Krumlowský, Vojtěch Fišer, nebo Anna Březinová.

## Život
Narodil se v Jihlavě, rodina se později odstěhovala do Českého Krumlova, kde absolvoval střední školu (SVVŠ). Vystudoval Vysokou školu zemědělskou v Českých Budějovicích, v letech 1968-1998 pracoval jako novinář (redaktor deníku Zemědělské noviny). Později se stal spisovatelem z povolání. Žije na samotě u Vodňan. Je čestným občanem města Vodňany.

## Dílo
Knižně debutoval v roce 1978 populárně naučnou publikací Uživí naše planeta lidstvo? Za sbírku povídek Špionova dcera obdržel v roce 1995 cenu Masarykovy akademie umění. Vydal již více než 160 knih, dá se považovat za nejplodnějšího českého žijícího spisovatele (údaj z roku 2016).. Dříve používal i pseudonymy: některá díla napsal jako Felix Krumlowský nebo Vojtěch Fišer, pod jménem Anna Březinová vydal 10 historických románů.
Kromě vlastních prací se podílel také na zpracování některých svazků publikace Toulky minulostí světa.